# Pablo Bossi
Pablo Emanuel Bossi Bonilla (nacido el 1 de enero de 1973) es un entrenador de fútbol uruguayo. Actualmente dirige al club peruano UTC.

## Carrera
Bossi comenzó su carrera como preparador físico en el Real Garcilaso en 2010, y al año siguiente desempeñó el mismo rol en la selección sub-17 de Perú. A mediados de 2011, se unió al cuerpo técnico de Teddy Cardama en Cobresol, también como preparador físico.
Posteriormente fue preparador físico de León de Huánuco en 2012 y de Sport Boys en 2013. En agosto de ese año asumió como entrenador principal del equipo tras la salida de Jorge Espejo. Tras finalizar la Segunda División Peruana 2013, se hizo cargo del Sport Loreto en la Copa Perú 2013, siendo eliminado en cuartos de final.
El 13 de febrero de 2014, fue anunciado como entrenador de Alfonso Ugarte. Dejó el cargo en mayo del mismo año, y más adelante trabajó en las divisiones menores de Carlos A. Mannucci y Universitario.
El 7 de junio de 2023, regresó a Mannucci como jefe del departamento de inteligencia deportiva y scouting. El 15 de abril de 2024 fue anunciado como nuevo entrenador de Los Chankas para el Torneo Apertura de la Liga 1. Sin embargo, dejó el cargo por mutuo acuerdo el 25 de septiembre.
El 25 de febrero de 2025 fue presentado como nuevo entrenador de UTC, también en la máxima categoría del fútbol peruano.